# Opsius ferganensis
Opsius ferganensis är en insektsart som beskrevs av Dubovsky 1966. Opsius ferganensis ingår i släktet Opsius och familjen dvärgstritar. Inga underarter finns listade i Catalogue of Life.